# Sebastian Kneipp

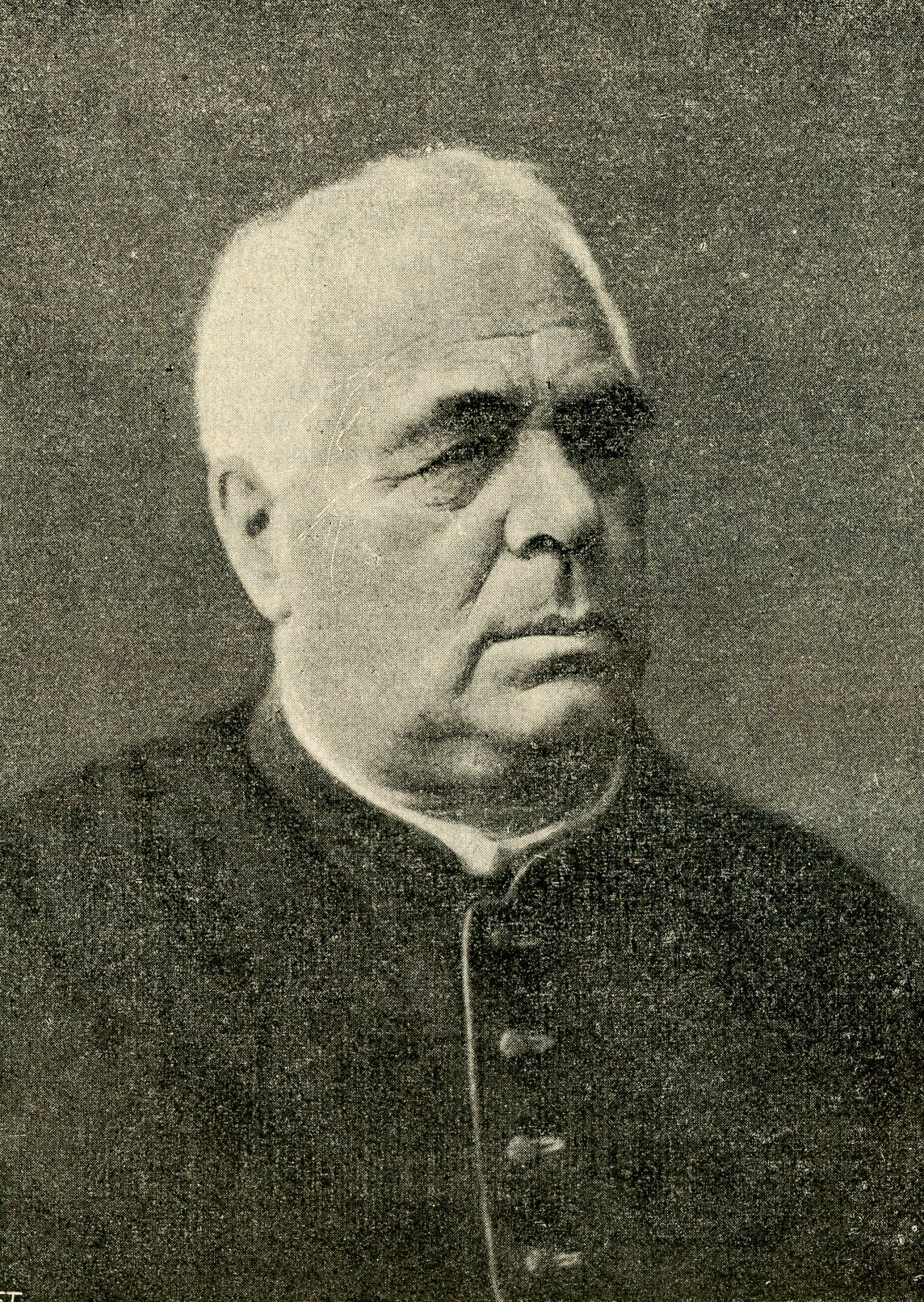
Sebastian Kneipp

Sebastian Anton Kneipp (Stephansried, 17 mei 1821 - Wörishofen, 17 juni 1897), was een Beiers katholieke priester en een van de grondleggers van de natuurgeneeskunde. Hij is vooral bekend om de door hem ontwikkelde "Kneippkuur": een vorm van hydrotherapie, die op verschillende manieren gebruikmaakt van water, temperatuur en druk.
Hij werd geboren als vierde zoon van een wever, en moest als twaalfjarige al helpen het gezinsinkomen te verdienen, onder andere als schaapsherder. Maar hij kreeg al snel het verlangen om priester te worden, ging naar de middelbare school in Dillingen en naar het semenarie in München. In 1846 kreeg Kneipp tuberculose. Hij bestudeerde een boek over watertherapie van Johann Siegmund Hahn uit 1743. Naar aanleiding hiervan deed hij enkele wilde pogingen zichzelf te genezen. Uiteindelijk kwam hij erachter dat hij baat had bij een koud bad voorafgegaan door een flinke inspanning. Hij genas volledig en gaf ook adviezen aan medestudenten. In 1855 werd Kneipp na enkele jaren als kapelaan in Boos overgeplaatst naar Wörishofen waar hij zijn therapie bleef ontwikkelen
Kneipp was de grondlegger van een nieuwe benadering van geneeskunde die gebaseerd is op de volgende vijf pijlers:
1. Hydrotherapie
2. Kruidengeneeskunde
3. Trainen
4. Voeding - Een dieet van volkoren granen, groenten en beperkt gebruik van vlees
5. Spiritualiteit - Kneipp geloofde dat een gezonde geest leidt tot een gezond persoon

In de 19e eeuw was er een opleving van de hydrotherapie geïnitieerd in 1829 door Vincent Priessnitz, een boer uit Gräfenberg. Deze opleving werd door Kneipp gecontinueerd. Gedurende zijn tijd in Wörishofen behandelde Kneipp zeer veel mensen; tienduizenden kwamen van over de hele wereld voor zijn adviezen. In 1891 verkocht hij de zakelijke rechten op zijn producten en methodes aan Leonhard Oberhäusser, apotheker in Würzburg. In 1894 werd hij geheim kamerheer van paus Leo XIII, die hij eveneens behandelde met zijn therapieën.
In Noorwegen is Sebastian Kneipp vooral bekend om het zogenaamde "Kneipbrød". Een door hem ontwikkeld en zeer populair soort volkorenbrood.
In Vlaanderen werd een bescheiden kuuroord volgens de methode van Kneipp opgericht in Bokrijk. De Kneippstraat herinnert nog aan deze episode.
In 1892 richtte broeder Aloysius een Kneipp instituut op in Heerlen, na in training te zijn geweest in Wörishofen.

## Boeken
Boeken van zijn hand zijn:
- Meine Wasserkur - 1886
- Kneipps huisapotheek - 1886 (vert.1998)[3]
- So sollt Ihr leben - 1889
- Ratgeber für Gesunde und Kranke - 1891
- Mein Testament - 1894

Zijn boek Meine Wasserkur werd vele malen herdrukt en in veel talen vertaald.